# 7296 Lamarck
7296 Lamarck (1992 PW1) là một tiểu hành tinh vành đai chính được phát hiện ngày 8 tháng 8 năm 1992 bởi E. W. Elst ở Caussols.